# Fée marraine
Pour les articles homonymes, voir Bonne fée (homonymie).
 (janvier 2023).
Si vous disposez d'ouvrages ou d'articles de référence ou si vous connaissez des sites web de qualité traitant du thème abordé ici, merci de compléter l'article en donnant les références utiles à sa vérifiabilité et en les liant à la section « Notes et références ».
La fée marraine, parfois appelée marraine la fée ou marraine la bonne fée, est un personnage récurrent des contes : il s'agit d'une fée, parfois munie d'une baguette, qui met sa bienveillance et ses pouvoirs surnaturels au profit exclusif de son ou sa filleule, auprès de qui elle joue un rôle de protecteur ou de mentor, comme on peut l'attendre d'une marraine dans de nombreuses sociétés. 
Elle se penche sur le berceau du héros nouveau-né pour lui prodiguer des dons : de l'esprit (Riquet à la houppe), grâce, beauté (La Belle au bois dormant) ; ou elle l'assiste et le protège à l'adolescence d'un père abusif (Peau d'âne), d'une marâtre tyrannique et de deux demi-sœurs cruelles (Cendrillon, Les Fées) ou d'un sort lancé par une  méchante fée (La Belle au bois dormant).

## Présentation
Des fées donatrices, une piqûre plongeant l’héroïne dans un sommeil léthargique dont elle ne sort que grâce à la venue d’un prince amoureux ou aux enfants qu’elle en a, ces thèmes familiers de la tradition des contes sont popularisés par Charles Perrault mais se trouvent déjà dans des récits antérieurs. Héritières des Parques, divinités de la mort et du destin dans la mythologie gréco-latine (le mot fée vient du latin fata, signifiant « déesse de la destinée », féminin de fatum, « le destin »), les marraines fées font leur apparition dans les romans du Moyen Âge :
- Ogier le Danois reçoit la nuit de sa naissance les dons de trois fées, tout comme Brun de la Montagne ;
- Auberon, dans Huon de Bordeaux, gratifié par deux fées, est condamné par la troisième à rester nain ;
- dans le Jeu de la feuillée, d’Adam de la Halle, la fée Maglore s’irrite de ne pas trouver comme ses consœurs, Morgue et Arsile, un beau couteau auprès de son assiette et se venge sur ceux qui ont mis la table.

Si leur apparition demeure relativement rare dans les contes, leur figure s'est toutefois popularisée grâce au succès des récits de Madame d'Aulnoy, d'autres précieuses, ainsi que de Charles Perrault et ses Contes de ma mère l’Oye, où les fées marraines interviennent dans cinq contes sur onze. Dans trois de ces contes, elles possèdent des pouvoirs surnaturels symbolisés par une baguette « magique » qu’elles utilisent au bénéfice exclusif de leur filleule et protégée. La première des fées marraines de Perrault apparaît dans le conte de Peau d’Âne.
Il faut noter qu'il existe des êtres féminins magiques dotés de pouvoirs surnaturels dans les contes de fées, les histoires pour enfants et plus encore, qui ne sont pas nécessairement des fées ou des marraines du héros ou de l'héroïne, mais qui pourraient être d'une manière ou d'une autre considérées comme des fées marraines car elles remplissent le but fondamental d'une fée marraine, qui est d'aider le protagoniste à atteindre ses objectifs, avec sa magie. Un exemple est celui de Glinda, la bonne sorcière du sud dans le livre Le Magicien d'Oz par auteur Lyman Frank Baum, qui, bien qu'elle ne soit pas une fée, mais une sorcière (traditionnellement connue pour être la rivale du protagoniste), et qu'elle ne soit pas la marraine de Dorothy Gale, l'héroïne de l'histoire, prend un peu le rôle d'une fée marraine car elle aide Dorothy à atteindre son objectif de rentrer chez elle en lui révélant le secret du pouvoir des pantoufles d'argent enchantées.

## Contes de ma mère l’Oye
Ils ne contiennent pas moins de douze fées : les sept fées marraines de la Belle au bois dormant plus la vieille fée, les marraines de Peau d'âne, de Cendrillon, de Riquet à la houppe, plus le personnage du conte Les Fées, qui n’a cependant pas le statut de marraine.
Elles ont le pouvoir de diriger, infléchir ou redresser la destinée de leurs protégés aux moments importants de leur vie : baptême, rencontre amoureuse. Le reste du temps, elles veillent, retirées dans des endroits inconnus (Royaume de Mataquin), mais ressurgissent toujours en cas de besoin. Elles transforment les objets et commuent la mort en un sommeil de cent ans. Elles ne sont cependant pas toute puissantes et, bien qu’étendue, leur science a ses limites. Ainsi, la marraine de Peau d’Âne :
« Était bien savante
Et cependant elle ignorait encor
Que l’amour violent pourvu qu’on le contente
Compte pour rien l’argent et l’or. »

### La Belle au bois dormant

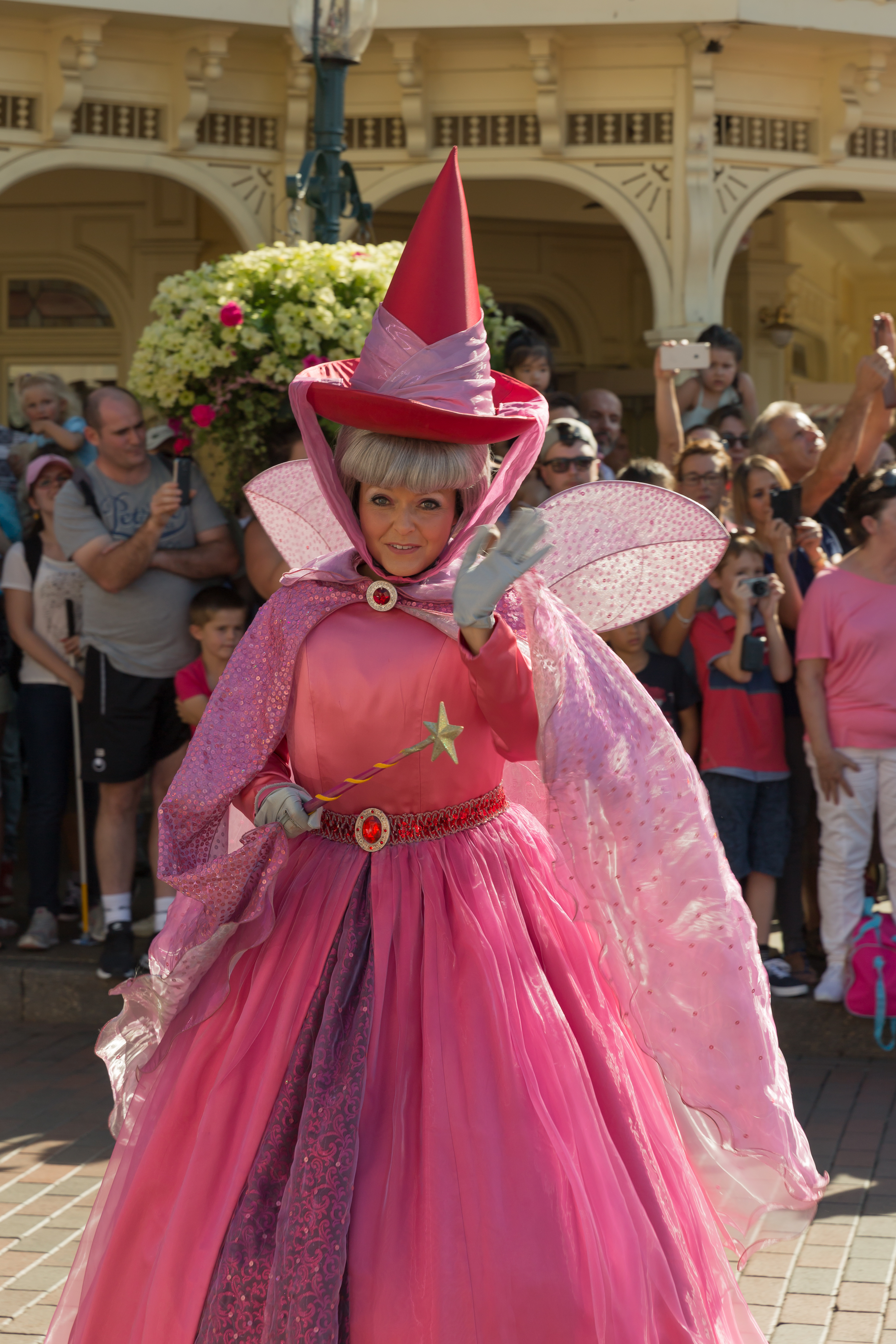
Flora, la Fée marraine de La Belle au bois dormant lors de la Disney Magic On Parade à Disneyland Paris.

Dans la version de Perrault les Fées Marraines elles sont sept et sont conviées à un repas rituel, celui du  baptême. Les six premières offrent un don à la princesse, la septième amoindrit la malédiction lancée par une vieille et méchante fée, fâchée de n’avoir pas été conviée :
« On donna pour les Sept Fées Marraines à la petite Princesse toutes les Fées Marraines qu'on pût trouver dans le Pays (il s'en trouva sept), afin que chacune d'elles lui faisant un don, comme c'était la coutume des Fées en ce temps-là, la Princesse eût par ce moyen toutes les perfections imaginables. »
« Cependant les Fées Marraines commencèrent à faire leurs dons à la Princesse. La plus jeune lui donna pour don qu'elle serait la plus belle du monde, celle d'après qu'elle aurait de l'esprit comme un Ange, la troisième qu'elle aurait une grâce admirable à tout ce qu'elle ferait, la quatrième qu'elle danserait parfaitement bien, la cinquième qu'elle chanterait comme un Rossignol, et la sixième qu'elle jouerait de toutes sortes d'instruments à la perfection. »
Les frères Grimm, dans leur adaptation du conte, porteront à treize le nombre des fées. Walt Disney, dans son adaptation cinématographique de la Belle au bois dormant, ramènera ce chiffre à trois fées marraines nommées Flora, Pâquerette et Pimprenelle. Dans chacun des cas, les auteurs ont pris soin de choisir un chiffre porteur d’une valeur symbolique forte dans les contes et la superstition populaire.

### Cendrillon
Le baptême et la petite enfance de Cendrillon ne sont pas évoqués dans le conte. Il se trouve que la fée est la marraine de Cendrillon, mais elle n'apparaît que pour aider sa filleule à porter une belle robe de bal pour se rendre à l'évènement organisé par le roi. Dans le dessin animé de Disney, elle apparaît alors que Cendrillon est en pleurs. Elle va alors, grâce à sa baguette, transformer une citrouille en carrosse, des animaux en serviteurs et les vieux habits de sa filleule en habits de draps d’or et d’argent chamarrés de pierreries dignes d'une belle princesse ; mais elle lui recommandera néanmoins de quitter le bal avant minuit, faute de quoi tout ce qu'elle lui a donné redeviendra comme avant. Elle a donc un rôle certes de bienfaitrice, mais n'est pas toujours présente lorsque la jeune fille est maltraitée par sa belle-mère, et surtout elle lui impose un impératif.

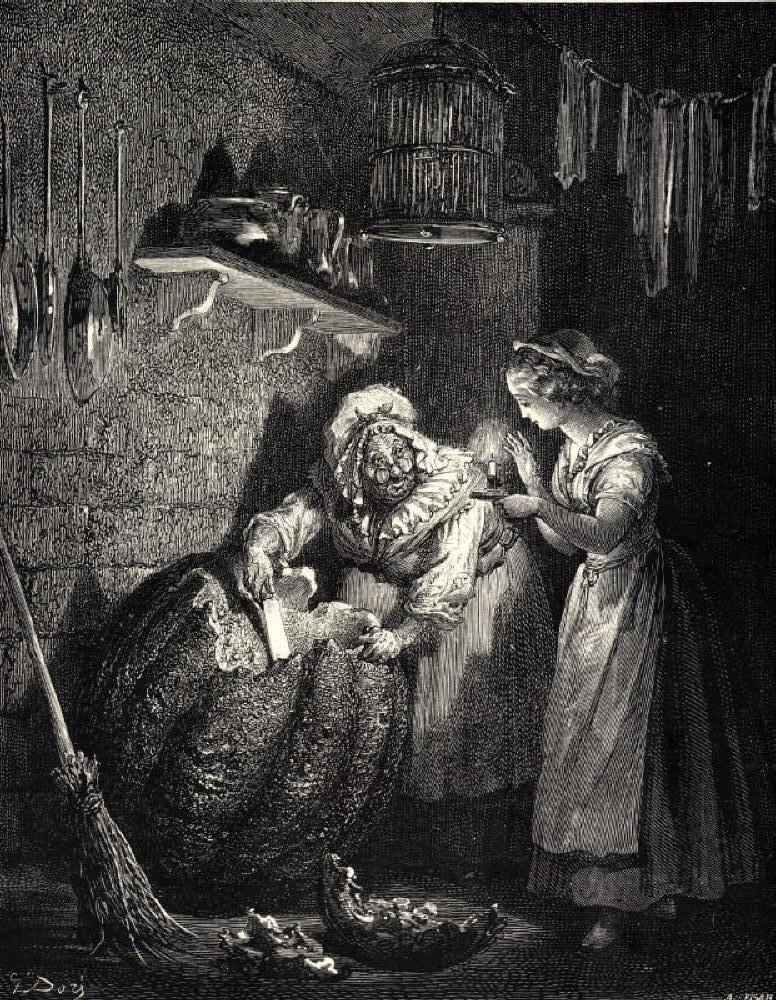
« La Fée marraine de Cendrillon creusa la citrouille et, n'ayant laissé que l'écorce, la frappa de sa baguette magique, et la citrouille fut aussitôt changée et transformée en un beau carrosse d'or tout doré. » Illustration de Gustave Doré de 1867.
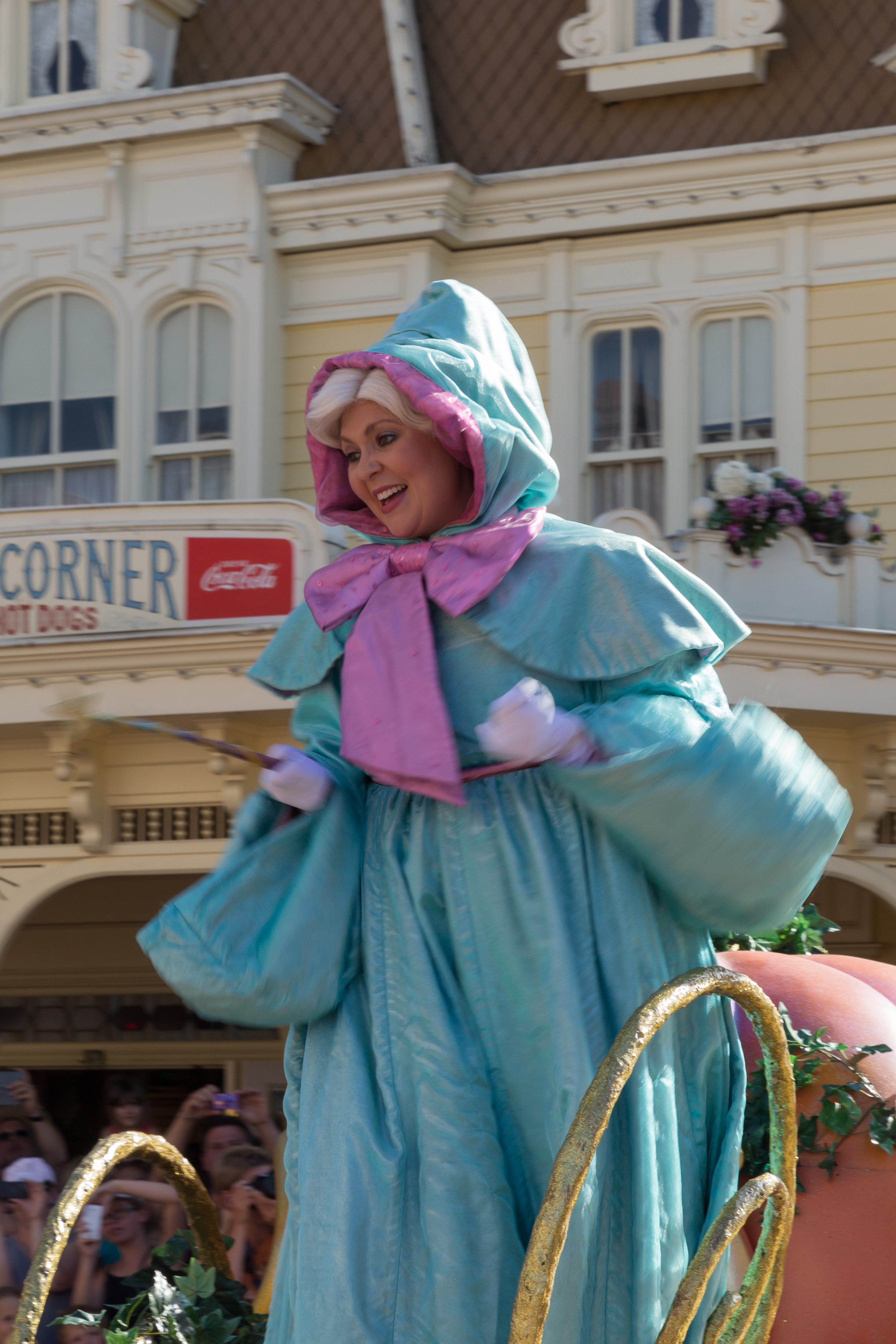
La Fée marraine de Cendrillon lors de la Disney Magic On Parade à Disneyland Paris.

### Peau d’Âne
Là encore, le baptême et la petite enfance ne sont pas évoqués. La marraine assiste Peau d'âne devant le risque d’inceste que fait peser son père sur elle. Ses premiers conseils restent sans effets : le roi offre à sa fille les trois robes qu’elle lui demande et consent à sacrifier son âne trésorier pour lui en remettre la peau, sous laquelle elle finira par se cacher. Sa marraine lui conseille alors de fuir, tout en continuant de veiller sur elle.

### Riquet à la houppe
Une fée donne à Riquet à sa naissance beaucoup d’esprit, contrebalançant son physique ingrat. À cela, elle lui permet de rendre l’être aimé aussi spirituel que lui :
« Il était une fois une Reine qui accoucha d’un fils, si laid et si mal fait, qu’on douta longtemps s’il avait forme humaine. Une Fée qui se trouva à sa naissance assura qu’il ne laisserait pas d’être aimable, parce qu’il aurait beaucoup d’esprit ; elle ajouta même qu’il pourrait, en vertu du don qu’elle venait de lui faire, donner autant d’esprit qu’il en aurait à la personne qu’il aimerait le mieux. »

## Rôle
Mentor du héros, le personnage joue le rôle de soutien et a envers l'enfant une responsabilité morale telle qu'on la conçoit d'une marraine, le cas échéant comme substitut d'un parent défaillant. Dans Cendrillon, Perrault conclut par une « autre moralité » qui tend à dire que les mérites personnels seuls ne peuvent suffire à réussir en dehors de relations ou sans soutien :
« C'est sans doute un grand avantage,
D'avoir de l'esprit, du courage,
De la naissance, du bon sens,
Et d'autres semblables talents
Qu'on reçoit du Ciel en partage ;
Mais vous aurez beau les avoir,
Pour votre avancement ce seront choses vaines
Si vous n'avez, pour les faire valoir,
Ou des parrains, ou des marraines. »

## Adaptations
- Dans Cendrillon (1899) de Georges Méliès, le rôle de la fée marraine est tenu par Jehanne d'Alcy

- Dans le film Peau d'Âne (1970) de Jacques Demy, la fée marraine devient la Fée des Lilas, interprétée par Delphine Seyrig

- La Fée des Lilas est également le nom de la dernière fée marraine de La Belle au bois dormant de Tchaïkovsky, commuant le sort de la fée Carabosse en sommeil de cent ans.

## Parodies
- Dans le film d'animation Shrek 2, Marraine la Bonne Fée est un personnage fort différent en privé de l'image positive des marraines fées. Loin de veiller sur sa filleule, la princesse Fiona, elle est une femme d’affaires ambitieuse doublée d’une personnalité du show-biz, usant de stratagèmes, chantage et potions magiques pour tenter de marier son fils, le prince Charmant, à la princesse Fiona. Hypocrite et manipulatrice, elle use de son influence auprès des parents de Fiona.
- Dans la bande dessinée Garulfo, un roi s'énerve parce qu'il faut trois marraines fées pour les princes et n'en trouvant que deux, il fait venir une sorcière, parodiant ainsi la Belle au bois dormant.
- Dans Mes parrains sont magiques, on parle des parrains magiques qui exaucent les vœux des enfants terriblement tristes. Ils ne peuvent cependant pas exaucer tous les vœux et disparaissent si leur identité est découverte ou quand leur filleul atteint un certain âge.
- Dans Les Facétieuses de Clémentine Beauvais, on suit l'enquête de l'auteur, dans un monde où les marraines la bonne fée ont vraiment existé, qui cherche à savoir qui la Fée Marraine de Louis XVII.